# Cavendish W. Cannon
Cavendish Wells Cannon (* 1. Februar 1895 in Salt Lake City, Utah; † 7. Oktober 1962 bei Sevilla, Spanien) war ein US-amerikanischer Diplomat, der in mehreren Ländern als Botschafter der Vereinigten Staaten fungierte.
Cavendish Cannon entstammte einer Familie, zu der einflussreiche Persönlichkeiten wie George Q. Cannon, Martha Hughes Cannon, Frank J. Cannon oder Sylvester Q. Cannon gehörten. Er diente während des Ersten Weltkrieges im Marine Corps. 1921 heiratete er Lily Horsetzky. Nach seinem Eintritt in den diplomatischen Dienst war er zunächst von 1927 bis 1928 amerikanischer Vizekonsul in Zürich und von 1933 bis 1935 in Sofia, wo er anschließend zum Konsul aufstieg und diese Funktion bis 1938 innehatte. Zwischen 1939 und 1941 war er Konsul in Athen.
Sein erstes Botschafteramt übte Cannon von 1947 bis 1949 in der jugoslawischen Hauptstadt Belgrad aus. Weitere Amtszeiten schlossen sich von 1952 bis 1953 in Portugal, von 1953 bis 1956 in Griechenland und von 1956 bis 1958 in Marokko an. Außerdem war er von 1950 bis 1952 Gesandter in Syrien, was der Funktion eines Botschafters gleichkam. Die diplomatische Vertretung der Vereinigten Staaten in Damaskus wurde erst nach seiner Ablösung zur Botschaft aufgewertet.
Im Oktober 1962 musste sich Cannon einer Operation an der Gallenblase unterziehen, die im Krankenhaus der US-Luftwaffenbasis nahe dem spanischen Sevilla vorgenommen wurde. Er verstarb an deren Folgen und wurde in Sevilla beigesetzt.